# Il caso dei cioccolatini avvelenati
Il caso dei cioccolatini avvelenati (titolo originale The Poisoned Chocolates Case), pubblicato in Italia anche con il titolo Il circolo dei "detectives", è un romanzo dello scrittore Anthony Berkeley, pubblicato la prima volta nel 1929.

## Storia editoriale
Il romanzo è basato sul racconto The Avenging Chance ("Il caso vendicatore"), pubblicato in precedenza nello stesso anno 1929. La trama del racconto è basata su quella che nel romanzo è la soluzione proposta da Roger Sheringham. È completamente assente il Club del Crimine con i suoi vari soci.

## Trama
Il presidente dell'esclusivo Club del Crimine, Roger Sheringham, ha una idea per vivacizzare le assemblee del Club. L'idea è semplice, consiste nell'indagare su un caso vero, un caso reale che ha scosso l'opinione pubblica, un caso di omicidio. È riuscito ad avere il permesso per fare questa esercitazione direttamente da Scotland Yard. Dopo aver riunito tutti i soci prende la parola e presenta alla platea l'ispettore capo Moresby.
Moresby, dopo essersi presentato, dice che per loro questo caso è praticamente chiuso e si mette a raccontare come sono avvenuti i fatti. Il 15 novembre Sir Eustace Pennefather ha ricevuto una scatola con un biglietto di accompagnamento. Nel biglietto c'era scritto che l'importante ditta di dolci Mason & Sons voleva un parere, da lui, sui suoi nuovi cioccolatini, appena creati. Sir Eustace Pennefather odia i cioccolatini, per cui li regala al socio, del suo circolo ricreativo, Graham Bendix.
Il biglietto accluso alla scatola dei cioccolatini e la confezione che l'avvolgevano, vengono gettati nel cestino dell'immondizia. Graham Bendix porta la scatola dei cioccolatini a casa da sua moglie e mentre lui ne assaggia un paio, sua moglie ne mangia otto o nove. I cioccolatini avevano, un sapore strano, piuttosto accentuato, forse troppo forte per poterli ritenere buoni. Dopo poco Graham Bendix torna al circolo, e si sente male. Sua moglie, che è rimasta a casa, muore. Il sospetto per il malore di Graham Bendix e la morte di sua moglie cade immediatamente sui cioccolatini. Dopo accurate analisi il sospetto si tramuta in realtà; i cioccolatini erano avvelenati.
Scotland Yard riesce a recuperare sia i cioccolatini rimasti nella scatola, sia il biglietto accluso che li accompagnava e anche la sua confezione che li avvolgeva. Dagli ultimi due indizi non riescono a capire chi possa aver voluto uccidere Sir Eustace Pennefather, salvatosi soltanto per una pura coincidenza. Questi sono i fatti nudi e crudi, ma è anche quello che i giornali hanno già riportato nelle pagine della cronaca nera. I soci del Club del Crimine vogliono sentirsi dire anche quello che i giornali non hanno riportato e che Scotland Yard ha scoperto.
Il veleno utilizzato è il nitrobenzolo, una sostanza che, a volte, è usata anche per preparare dolci di qualità molto scadente. Gli investigatori pensano immediatamente ad una tragica fatalità, ma dopo un più attento esame dei cioccolatini rimasti, viene scoperto un piccolo forellino alla base degli stessi. Questa è una prova schiacciante per dire che è un omicidio e non una tragica fatalità. Moresby dice che la confezione che avvolgeva i cioccolatini era una comunissima carta da pacchi con scritto, a mano, il nome di Sir Eustace Pennefather.
Per quanto riguarda il biglietto che accompagnava la scatola viene scoperto che è originale. È un biglietto intestato, anche se non più utilizzato da circa sei mesi, della ditta di dolci Mason & Sons. Viene appurato che la ditta Mason & Sons non invia, per prova, i suoi prodotti a nessuno. Dopo aver dato queste informazioni e dopo essere stato sollecitato dai soci del Club del Crimine, Moresby illustra la teoria di Scotland Yard. Secondo loro è stato un pazzo a preparare i cioccolatini e ad inviarli a Sir Eustace Pennefather.
Il motivo per cui sono stati inviati proprio a Sir Eustace Pennefather è da ricercarsi, sicuramente, nel fatto che lui ha una vita piuttosto dissoluta. Nel caso che l'assassino fosse riuscito nel suo intento, tutto il patrimonio di Sir Eustace sarebbe andato alla moglie, da cui sta divorziando. Ma lei è innocente, visto che in quei giorni si trovava all'estero e ci sono le prove di tutti i suoi spostamenti.
Dopo che Moresby ha lasciato il Club del Crimine i vari soci si mettono a parlare tra loro e tutti vengono a conoscenza di due "fatti" importanti. Il primo "fatto" è quello che Alicia Dammers era stata insistentemente corteggiata da Sir Eustace Pennefather ma non aveva ceduto al suo fascino. Anzi, la Dammers, dopo aver troncato la relazione ne aveva scritto un duro resoconto che aveva dato alle stampe. Il secondo "fatto" è quello di un quasi fidanzamento tra Sir Eustace Pennefather e l'unica figlia di Sir Charles Wildman e che quest'ultimo non ne fosse per niente contento.
Subito dopo i vari soci si accordano su come lavorare a questo affascinante caso di omicidio. Le regole sono semplici, ognuno potrà lavorare a questa esercitazione come meglio crede e, a turno, esporre le proprie teorie e/o conclusioni al resto dei soci. Si incontreranno tutti i giorni a partire dal primo lunedì seguente e l'ordine di esposizione, dopo averlo estratto a sorte, sarà questo: Sir Charles Wildman, signora Mabel Fielder-Flemming, signor Morton Harrogate Bradley, signor Roger Sheringham, signora Alicia Dammers e per ultimo il signor Ambrose Chitterwick.
L'assemblea si scioglie e quando Roger Sheringham rientra a casa scopre che, ad aspettarlo, c'è ispettore capo Moresby. Moresby confessa che lui ed i suoi superiori, grazie a questa esercitazione, sperano di poter trovare nuove tracce per individuare il colpevole in modo da poterlo arrestare e consegnarlo alla giustizia. Onestamente nemmeno Scotland Yard crede che questo delitto sia stato architettato da un pazzo omicida, ma è una buona ipotesi da dare in pasto all'opinione pubblica, senza passare per incompetenti. Un altro motivo per cui l'ispettore capo Moresby e i suoi superiori hanno permesso questa esercitazione è che Scotland Yard non è riuscita ad indagare sulla vita privata di Sir Eustace Pennefather. Sir Eustace è un baronetto ed è per questo motivo che non è stato possibile, ad un umile ufficiale di Scotland Yard, di poter svolgere delle indagini sulla sua vita privata. Roger Sheringham invece ne ha la possibilità, visto che è un suo pari, e conosce tutti i suoi amici e tutti i soci del circolo ricreativo Rainbow.
Primo giorno. Tocca a Sir Charles Wildman esporre la sua teoria.

Sir Charles Wildman è partito, nella sua indagine, da una semplice domanda. Chi ci guadagnerebbe dalla morte di Sir Eustace Pennefather? È riuscito a scoprire che la carta del biglietto, accluso ai cioccolatini, è stata riciclata e che il "colpevole", in passato, aveva avuto l'occasione di venire in possesso di tale tipo di carta. È riuscito a scoprire che il "colpevole", nonostante abbia un alibi, quell'alibi fa acqua da tutte le parti. Per Sir Charles il colpevole è... la moglie di Sir Eustace, Pauline. Ma la sua teoria viene smontata pezzo per pezzo dal resto dei soci del Club del Crimine e Sir Charles, dopo aver cercato di difenderla strenuamente, come tutti i bravi avvocati, si dà definitivamente per sconfitto.
Secondo giorno. Ora è la volta della signora Fielder-Flemming.

La signora Mabel Fielder-Flemming parte da un altro presupposto. Qui c'è un triangolo e i tre lati del triangolo sono Sir Eustace, la figlia di Sir Charles Wildman, e una persona che l'ama intensamente e non la voleva vedere insieme a uno sciupafemmine. La signora Fielder-Flemming dimostra che Sir Eustace voleva sposare la figlia di Sir Charles solo per i suoi soldi anzi, per i soldi di suo padre. Con quei soldi Sir Eustace avrebbe potuto liquidare sua moglie Pauline e pagare anche tutti i suoi debiti.
La signora Fielder-Flemming riesce a dimostrare che il "colpevole" ha avuto, nel passato, la possibilità di venir in possesso di un po' di carta intestata della ditta di dolci Mason & Sons. Riesce anche a dimostrare che il "colpevole" ha avuto il tempo ed il modo per poter far recapitare la scatola con i cioccolatini avvelenati. Per la signora Fielder-Flemming il colpevole è... Sir Charles Wildman. Sorgono delle perplessità sulla colpevolezza di Sir Charles da parte degli altri soci del Club del Crimine. Viene presa una decisione; aspettare una settimana e poi, casomai, denunciare a Scotland Yard quanto scoperto.
Terzo giorno. Ora è il turno del signor Morton Harrogate Bradley.

Il signor Bradley parte da un altro punto ancora, dal veleno. Dice che il veleno utilizzato è un veleno atipico, e non troppo comune e il suo utilizzo indica che l'assassino deve essere una donna e non un uomo. Per Bradley solo una donna userebbe del veleno e solo una donna può avere la manualità di scartare i cioccolatini, estrarre il liquore originale, sostituirlo con il veleno, sigillare il foro provocato dall'ago della siringa e rincartare i cioccolatini uno per uno. Dimostra che era abbastanza semplice poter venire in possesso di un po' di carta da lettera della ditta Mason & Sons visto che loro utilizzano delle segretarie in sostituzione delle titolari ammalate o in ferie.
Bradley, rispetto ai suoi due precedenti ed autorevoli colleghi del Club del Crimine, non aveva cercato di adattare le prove al colpevole. Lui aveva cercato di fare l'inverso, cioè aveva cercato di capire chi fosse il colpevole solo a partire dagli indizi. Bradley, declama una lunga lista di caratteristiche che deve avere l'assassino, ma lui non ha idea di chi possa avere queste caratteristiche. In verità ha un nome in mente, ma per il presidente del Club del Crimine, Roger Sheringham, lei non è l'assassina. Bradley si sente sollevato dall'autorevole opinione del presidente Roger Sheringham.
Quarto giorno. Ora sta al signor Roger Sheringham esporre la sua teoria.

Sheringham parte da un'altra ipotesi ancora. Sinora l'ipotesi è quella che l'omicida non sia riuscito nel suo intento e per una pura casualità sia morta la signora Joan Bendix. E se invece il bersaglio era proprio Joan Bendix? Se fosse così non è detto che l'omicida sia una donna, ma potrebbe essere un uomo visto che il bersaglio era una donna. Per Roger Sheringham il colpevole è... il signor Bendix. Chi meglio di lui poteva avere interesse ad uccidere la signora Joan Bendix? Roger Sheringham porta molte prove circostanziali alla sua teoria, tanto da convincere tutti i soci del Club del Crimine, fuorché Alicia Dammers, a esporre le proprie conclusioni a Scotland Yard. Viene deciso di ascoltare quello che Alicia Dammers ha da dire prima di esporre la teoria e le prove che la sostengono alla polizia.
Quinto giorno. La signora Alicia Dammers espone la sua teoria del caso.

Anche per Alicia Dammers il vero bersaglio era Joan Bendix. Ma prima di esporre la sua teoria deve demolire la teoria di Sheringham punto per punto. La demolisce in modo molto preciso e meticoloso dimostrando che Sheringham si era fidato di alcune testimonianze senza cercare le dovute ed indispensabili verifiche. La Dammers fa una rivelazione scolvolgente, Sir Eustace Pennefather aveva un'amante. Il nome di questa signora è Joan Bendix. Secondo la teoria di Alicia Dammers l'assassino è... Sir Eustace Pennefather. Il motivo di questo omicidio è che ora è stanco della relazione con Joan Bendix e ha paura che se lei parlerà non potrà sposare la figlia di Sir Charles Wildman. Dopo questa serie di spiegazioni viene deciso che bisogna dirlo a Scotland Yard. C'è un solo problema: il signor Ambrose Chitterwick chiede, e ottiene, che prima di andare alla polizia lui vorrebbe esporre la sua teoria.
Sesto giorno. Ora è il signor Ambrose Chitterwick che espone la sua teoria.

Il signor Ambrose Chitterwick riesce a demolire la teoria di Alicia Dammers. Per Chitterwick ogni membro del Club ha avuto alcune buone idee, ma ne ha tratto delle conclusioni errate. L'assassino, o meglio l'assassina della signora Joan Bendix è una sua rivale in amore. Questa donna ha cercato di uccidere sia Joan Bendix sia Sir Eustace Pennefather. Lo scopo di questo doppio omicidio è che Sir Eustace voleva sposare Joan Bendix, visto che si amavano ed in più lei era ricca. Il nome della donna che ha ucciso Joan Bendix è...

## Personaggi
- Roger Sheringham: presidente del Club del Crimine
- Sir Charles Wildman: avvocato rappresentante della vecchia scuola, dotato di una retorica imponente e socio del Club del Crimine
- Mabel Fielder-Flemming: commediografa e socia del Club del Crimine
- Alicia Dammers: scrittrice di romanzi e socia del Club del Crimine, gestsce per hobby associazioni femminili, fedelissima socialista nella vita di tutti i giorni, sostenitrice del partito socialista.
- Morton Harrogate Bradley: scrittore di gialli e socio del Club del Crimine
- Ambrose Chitterwick: ometto anonimo ma sempre gentile, socio del Club del Crimine, più sorpreso lui di farne parte di quanto ne siano gli altri membri.
- Moresby: ispettore capo di Scotland Yard
- Sir Eustace Pennefather: dongiovanni, baronetto di mezz'età e socio del circolo ricreativo Rainbow, ove passa la maggior parte del proprio tempo
- Pauline Pennefather: moglie di Sir Eustace Pennefather
- Graham Bendix: ventotto anni, ricchissimo socio del circolo ricreativo Rainbow, rimane avvelenato dopo aver assaggiato un paio dei cioccolatini avvelenati. All'età di 23 anni eredita una fortuna dalla morte del padre. Persona tranquilla e riservata, cordiale ma mai fuori dalle righe.
- Joan Bendix: diviene moglie di Graham Bendix tre anni prima dello svolgimento dei fatti, orfana di un armatore di Liverpool, porta in dote mezzo milione di sterline. Ragazza alta e con una personalità definita. Muore dopo aver ingerito sette dei cioccolatini avvelenati.

## Critica
Lo scrittore John Dickson Carr incluse nel 1946 questo romanzo nella lista dei dieci migliori gialli di tutti i tempi, nel suo famoso saggio Il più splendido gioco del mondo (The Grandest Game in the World).

## Opere derivate
Il racconto The Avenging Chance è stato adattato per un episodio della serie televisiva Detective trasmesso dalla BBC nel 1968, diretto da Moira Armstrong, con John Carson nel ruolo di Roger Sheringham.
Nel 1984 è andato in onda su BBC Radio 4 un adattamento radiofonico del romanzo, per la regia di Brian Miller, con Neil Stacy nella parte di Roger Sheringham.

## Edizioni
- Anthony Berkeley, Il circolo dei "detectives", Il romanzo per tutti: rivista quindicinale del Corriere d'Informazione, Il Corriere della Sera, 1947,  p. 72.
- Anthony Berkeley, Il caso dei cioccolatini avvelenati, traduzione di Francesca Sintini, I Classici del Giallo, Arnoldo Mondadori Editore, 1982,  p. 166.
- Anthony Berkeley, Il caso dei cioccolatini avvelenati, traduzione di Francesca Stignani, I bassotti, Polillo Editore, 2002, p. 236 ISBN 88-8154-159-9